# Stockholms Transport- och Bogseringsaktiebolag

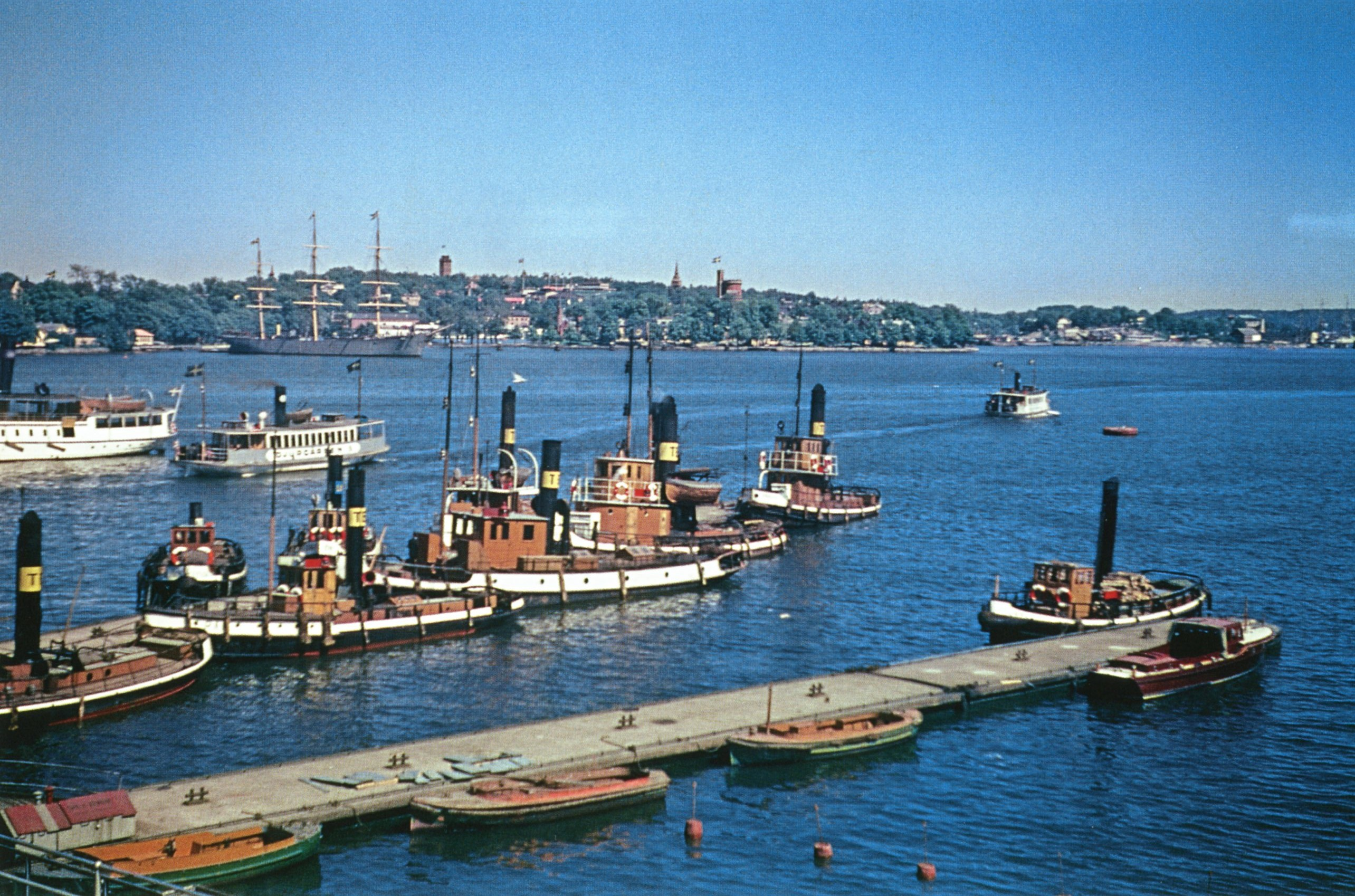
Bolagets bogserbåtar på rad i Franska bukten på 1940-talet.

Stockholms Transport- och Bogseringsaktiebolag (T & B) var ett fartygsrederi i Stockholm. Företaget grundades 1870 och blev störst i Norden med tidvis 53 bogserbåtar och 302 pråmar. År 1976 uppgick T & B i Röda bolaget i Göteborg.
Stockholms Transport & Bogserings AB även kallat T & B eller Transportbolaget startades 1867 då Gustav Förselius köpte en bogserångare och ett antal pråmar för att bedriva bogserings- och pråmrörelse i Stockholm med omnejd. Rörelsen utvecklades efterhand, och den 1 nov 1870 bildade ett bolag för verksamheten. Den 26 mars 1872 fastställdes bolagsordning. Aktiekapitalet uppgick till 125 000 kr och flottan hade då utökats till att omfatta 3 ångbåtar och 22 pråmar. 1879 ombildades bolaget till aktiebolag och då ägde rederiet 11 bogserbåtar samt 83 pråmar och omsättningen uppgick till 237.000 kr.
Företaget fortsatte att expandera och övertog några av Stockholms Ångslups AB:s fartyg 1881. 1897 köptes tegelbruksägare C.J. Bångs bogseringsrörelse och 1906 förvärvades också byggmästare Carl Oscar Lundbergs båda båtar. T & B satsade inte bara på fartyg utan även på varvsnäringen. Ekensbergs varv anlades år 1873 ursprungligen för att tillgodose Transportbolagets egna behov, men efterhand började även andra företag anlita varvet och 1906 byggdes de första motorfartygen. För reparation av nybyggnad av pråmar övertogs  Sättra varf och dess pråmflotta 1911. T & B förvärvade även aktiemajoriteten i Södra varvet och Rederi AB Norden i Norrköping och köpte 1917 upp Uppsala transportbolag med dess slip i Furusund.
Tiden efter första världskriget blev besvärlig för T & B och bolaget försattes 1924 i konkurs. Konkursmassan övertogs av Stockholms Enskilda Bank men företaget rekonstruerades och ombildades  till Stockholms Nya Transport & Bogserings AB och i oktober 1926 ändrades firmanamnet tillbaks det ursprungliga. Efter andra världskriget kom nya svårigheter när en av T & B:s viktigaste inkomstkällor (frakten av kalksten och svavelkis till cellulosaindustrin vid Norrlandskusten) upphörde 1957. Bolaget fick en del större ångbogserare över. Ett 20-tal bogserbåtar utrangerades eller såldes fram till 1961. 1976 slogs T & B samman med flera andra bogserings- och bärgningsfirmor till ett nytt bolag i Göteborg med namnet AB Neptun-Röda Bolaget, kort Röda Bolaget AB.

## Galleri

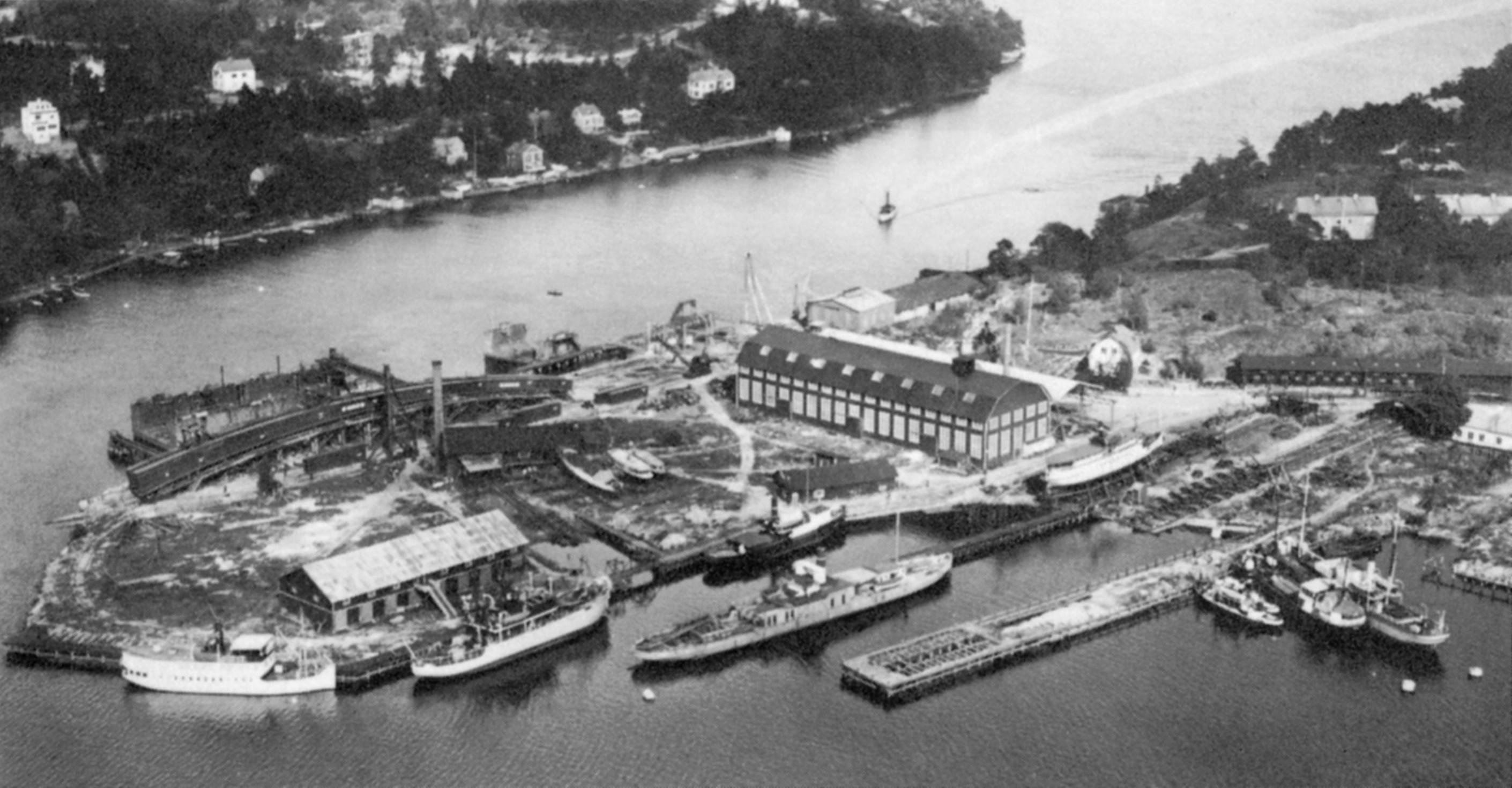
Ekensbergs varv
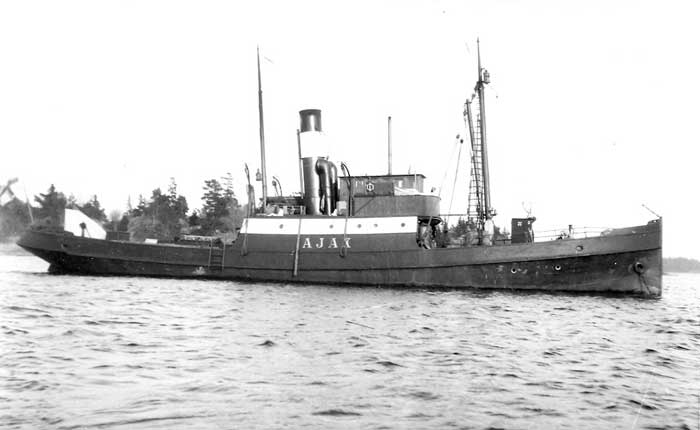
Bogserbåten S/S Ajax var ett av bolagets fartyg som köptes 1937 för 28.000 kr,  de behöll båten till 1957.